# Aspudden (metropolitana di Stoccolma)
Aspudden è una stazione della metropolitana di Stoccolma.
Si trova sul territorio dell'omonimo quartiere, a sua volta situato nella circoscrizione di Hägersten-Liljeholmen. La stazione è collocata sul percorso della linea rossa T13 della rete metroviaria locale, compresa tra le fermate Liljeholmen e Örnsberg.
La stazione fu inaugurata il 5 aprile 1964, ovvero il giorno in cui venne ufficialmente aperta la tratta fra T-Centralen e la stessa Örnsberg.
L'entrata è ubicata sul viale Schyltersvägen, mentre la piattaforma si trova ad una profondità di 15-20 metri sotto al livello del suolo.
La sua progettazione venne affidata all'architetto Olov Blomkvist, e le decorazioni interne furono curate da Pär Gunnar Thelander.
Nei giorni feriali del 2009 è stata utilizzata indicativamente da una media di 4.400 persone.

## Tempi di percorrenza
| Linea | Capolinea | Tempo  | Stazione                                                  | Tempo                            |
| T13   | Ropsten   | 20 min | Liljeholmen Slussen Gamla stan T-Centralen Östermalmstorg | 2 min 8 min 10 min 12 min 14 min |
| T13   | Norsborg  | 24 min | Liljeholmen Slussen Gamla stan T-Centralen Östermalmstorg | 2 min 8 min 10 min 12 min 14 min |